# Psammobates oculiferus
Espèce
Synonymes
- Testudo oculifera (Kuhl, 1820)
- Testudo semiserrata (Smith, 1839)

Psammobates oculiferus, la Tortue ocellée, est une espèce de tortues de la famille des Testudinidae.

## Répartition
Cette espèce se rencontre en Afrique australe (en Afrique du Sud, au Botswana, en Namibie et au Zimbabwe).

## Publication originale
- Kuhl, 1820 : Beiträge zur Kenntniss der Amphibien. Beiträge zur Zoologie und vergleichenden Anatomie, p. 75–132 (texte intégral).

## Galerie

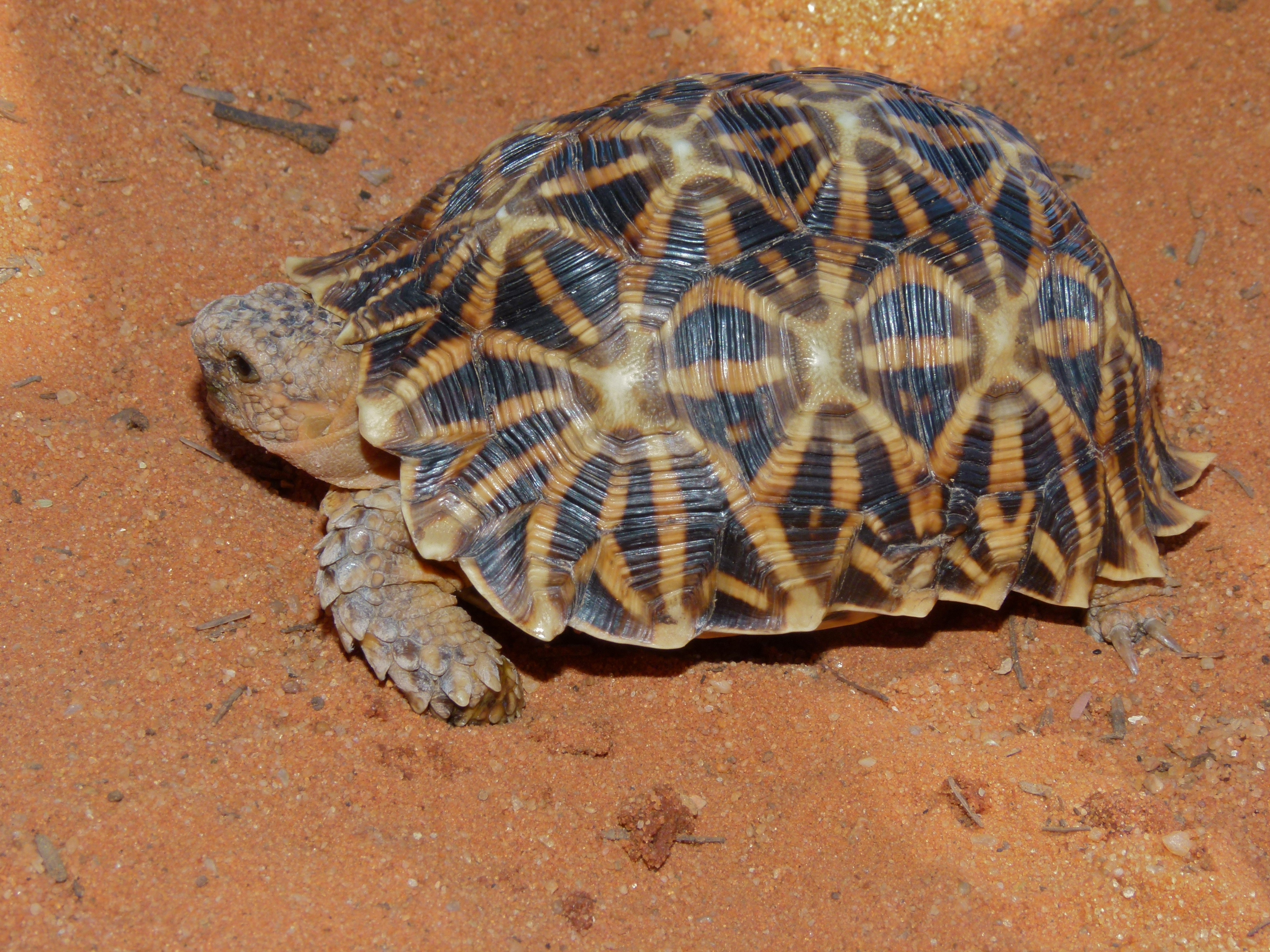
Tortue ocellée (Parc transfrontalier de Kgalagadi, Afrique du sud).
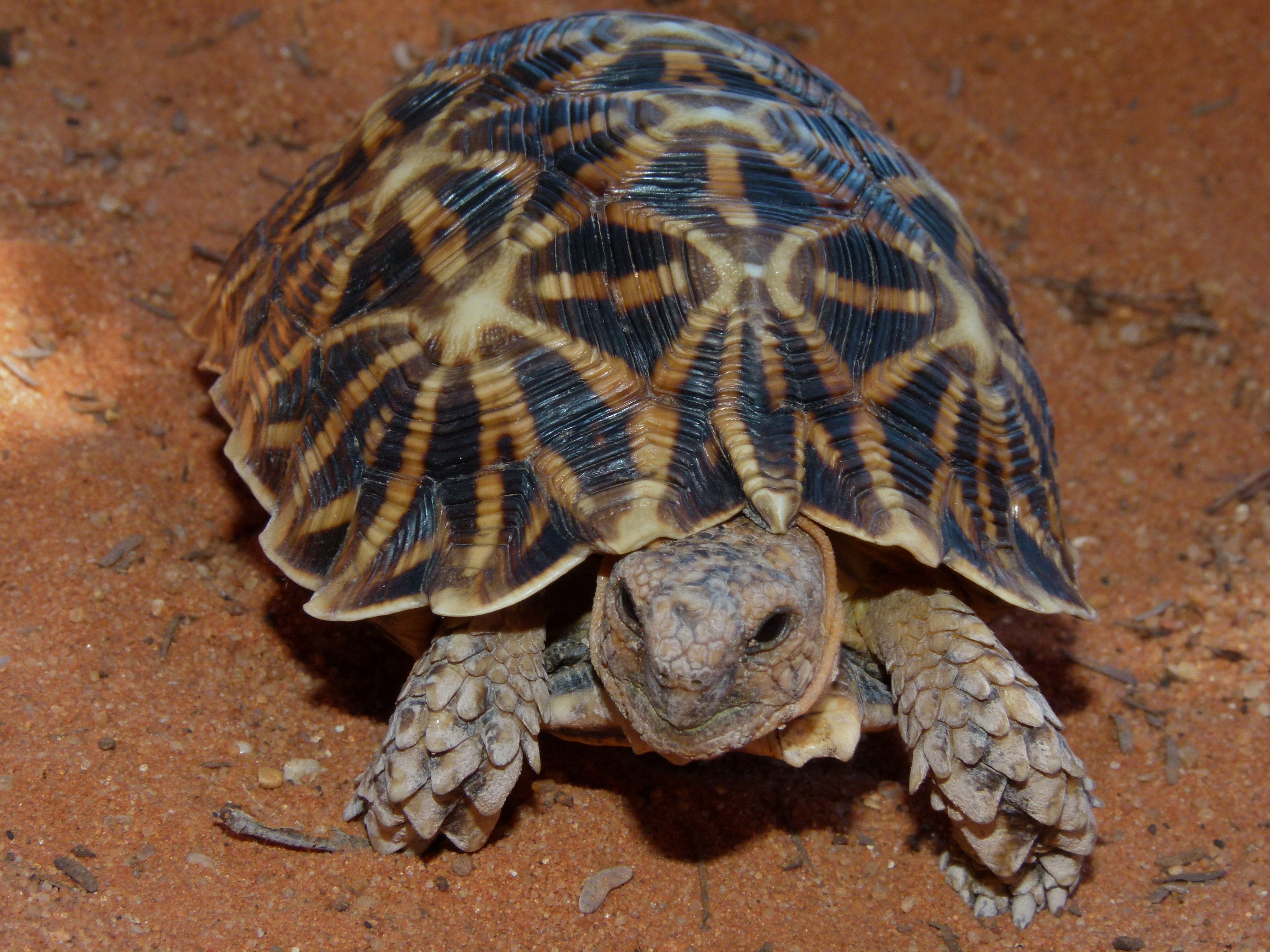
Tortue ocellée (Parc transfrontalier de Kgalagadi, Afrique du sud).